# Turistická cesta Františka Kavána
Turistická cesta Františka Kavána je turistická cesta v Pardubickém kraji, pojmenovaná na počest malíře Františka Kavána a spojuje Hlinsko s Trhovou Kamenicí. Tvoří část zeleně značené  trasy 4308 Čachnov - Horní Bradlo.

## Historie
K prvnímu otevření cesty došlo Klubem československých turistů v Hlinsku den 20. června 1937. Slavnostní zahájení proběhlo v kavárně hotelu Záložna, po němž se účastníci vydali projít trasu. Později upadla trasa v zapomnění, k jejímu částečnému obnovení došlo až 23. června 2007.

## Trasa
Začátek cesty je v Hlinsku s jedním z nejstarších muzeí v Čechách. Součástí města, a tedy i cesty, je čtvrť Betlém, ležící ve středu města. Ta se vyznačuje souborem lidových staveb ze souboru Vysočina. Z Hlinska cesta pokračuje po zelené turistické značce  na jih, následně se podél Chrudimky stáčí na západ a severozápad. Kousek za Hlinskem vede obcí Vítanov, kde malíř pobýval v letech 1904-1922. Dále cesta vede stále podél Chrudimky okolo samoty Králova Pila do osady Veselý Kopec, s expozicí lidové architektury a technického stavitelství, součást Souboru lidových staveb Vysočina. Do osady se přichází ze zadní strany, z údolí v níž stával mlýn, který v roce 1909 vyhořel. Dnes zde stojí nový mlýn, původem z Oldřetic u Skutče. Z Veselého Kopce cesta pokračuje po zelené značce  do Dřevíkova a následně po silnici do Svobodných Hamrů. Ještě krátce za Dřevíkovem vede krátká odbočka k židovskému hřbitovu. Odtud je možno se vrátit na silnici nebo do Svobodných Hamrů pokračovat neznačenou cestou kolem golfového hřiště. V obci pokračuje cesta kolem hamru a zámku. Na druhé straně stojí hospoda z roku 1794. Domek naproti hospodě vlastnil v letech 1925-1930 František Kaván. Toho a také malíře Gustava Macouna, který zde žil v letech 1932-1934, připomínají památníky. Následně cesta pokračuje okolo rybníků Velká Kamenice a Loch do obce Trhová Kamenice. Tady cesta končí, nicméně je možné si ji prodloužit na nedaleký Zuberský kopec s rozhlednou z roku 2003.